# Török Árpád
Török Árpád (Csákigorbó, 1944. február 13.) erdélyi magyar földrajzi, természettudományi és turisztikai szakíró.

## Életútja, munkássága
Középiskolai tanulmányait Sepsiszentgyörgyön végezte, a BBTE Biológia–Földrajz Karán szerzett tanári diplomát 1966-ban. Előbb Csíkszentdomokoson (1967–68), majd Balánbányán (1968–75) tanár; 1975–76-ban a Kovászna megyei Alkotások Házának munkatársa, 1976–87 között Sepsiszentgyörgyön tanít.
Első, turisztikai témájú írásai a Hargita napilapban jelentek meg. Módszertani és ismeretterjesztő cikkeket közölt a Tanügyi Újságban és a Jóbarátban. Társszerzője a Hargita Kalauznak (Csíkszereda, 1973).

## Kötetei
- Csíkszentdomokos monográfiája (Csíkszereda, 1968);
- Monografia oraşului Bălan (Csíkszereda, 1972);
- A kolorádóbogár háromszéki inváziója (románul, Craiova, 1985);
- Az 1992–93. év pedoklimatikus sajátosságai (Bukarest, 1994);
- Oltvidéki kalauz (Sepsiszentgyörgy, 2004);
- Sepsiszentgyörgy bemutatkozik (Sepsiszentgyörgy, 2005);
- A Maros-vidék útikalauza (Sepsiszentgyörgy, 2006)
- Sepsiszentgyörgyi kortárs könyvszerzők. 2008; szerk. Péter Sándor, Török Árpád; Proserved Cathedra, Sepsiszentgyörgy, 2008